# Diabolik Lovers
Diabolik Lovers (ディアボリックラヴァーズ, Diaborikku Ravāzu) est une série de visual novel japonais créée par Rejet. Le premier volet sort en octobre 2012 pour PlayStation Portable, puis en 2013 sur PlayStation Vita.
Ce visual novel est adapté en anime de 12 épisodes par Zexcs et diffusé entre septembre et décembre 2013. Un OAV accompagnant le jeu Diabolik Lovers: Dark Fate sort en février 2015. À la suite du succès de l'anime, une seconde saison Diabolik Lovers More, Blood est diffusée entre septembre et décembre 2015.

## Système de jeu
Diabolik Lovers est un otome game. Le joueur incarne Yui Komori. Il peut choisir une variété de personnages masculins en fonction de ses préférences. Dans Diabolik Lovers, le parcours de chaque personnage est divisé en trois sections : Dark, Maniac et Ecstasy. Chacune de ces sections contient un prologue, une sous-section et un épilogue. Il y a trois fins possibles pour chaque personnage selon son choix.
Le nom est modifiable.

## Synopsis
Yui est une adolescente normale en deuxième année au lycée. Un jour son père, qui est prêtre, doit se rendre en Europe de l'Est pour son travail. Yui n'a pas d'autres choix que d'aller vivre chez des connaissances de son père, sur ordre de ce dernier. C'est ainsi que Yui va faire la rencontre des frères Sakamaki... mais ces six frères se révèlent être des vampires. Comment Yui, une simple humaine, va-t-elle s'en sortir avec des vampires qui ne cessent de tourner autour d'elle ?

## Personnages

### Personnage principal
Yui Komori (小森 ユイ, Komori Yui)
Voix japonaise : Rie Suegara
C'est une gentille et douce jeune fille de 17 ans, lycéenne, qui a vécu avec son père, prêtre, qui possède une église. Après que son père soit parti à l'étranger pour son travail, elle se voit obligée de vivre dans le manoir d'une connaissance de son père : mais six mystérieux frères qui sont en réalité des vampires vivent en ces lieux. Au début, Yui est sceptique envers leur nature surnaturelle, mais elle n'a pas d'autres choix. Pour rester en vie, elle accepte de cohabiter avec les frères, tout en ayant peur d'être attaquée par chacun d'eux. En dépit d'être maltraitée par les vampires, Yui leur répond toujours avec calme, quoiqu'un peu ironique parfois, et tente de mieux les comprendre. Dans le premier épisode de l'anime et les premières parties du jeu, il est révélé qu'elle a été adoptée et, par conséquent, Yui commence à enquêter sur son passé. Peu de temps après son arrivée dans la famille Sakamaki, elle commence à ressentir des douleurs au niveau du thorax : la raison est que son cœur est celui de Cordelia, une demi-First Blood et la mère des triplets : Laito, Kanato et Ayato. Cela explique pourquoi tous les frères ont été attirés par son sang.

### Famille Sakamaki
Les frères Sakamaki sont les fils de Karlheinz. Les aînés Shu et Reiji ont pour mère Beatrix. Les triplets Ayato, Kanato et Raito sont nés de la première femme de Karl, Cordelia. Le plus jeune, Subaru, naît de l'union avec la cousine et dernière femme de Karl, Christa. Même s'ils sont frères, ils continuent à être distants les uns avec les autres.
Shu Sakamaki (逆巻 シュウ, Sakamaki Shuu)
Voix japonaise : Kōsuke Toriumi
Shu est le fils aîné de la famille Sakamaki et l'actuel maître de la maison. Il est le premier fils de Beatrix. Shu a grandi en ayant reçu un amour factice de sa mère. En raison de la rivalité entre sa mère et Cordelia pour savoir qui était la meilleure épouse de Karl Heinz, il a subi une énorme pression de Beatrix pour être un petit garçon modèle. Il est le seul des frères à être au courant de l'arrivée de Yui, en citant "qu'une personne" l'avait contacté pour le prévenir qu'un invité viendrait au manoir. Selon les élèves de l'école, Shu est le propriétaire de la salle de musique et dort souvent là-bas. Yui a besoin de se montrer assez persuasive pour le réveiller et tenter de parler avec lui. Shu aime la musique, et joue du violon, en dépit d'être paresseux. Son seul ami était un humain nommé Edgar, qui est mort dans l'incendie de son village causé par Reiji. Shu a été incapable de le sauver, en pensant qu'il était perdu. Malgré le fait que Shu soit l'aîné, il ne prend pas au sérieux ses responsabilités auprès de ses frères et de la maison. Au lieu de cela, il se repose sur Reiji pour s'en occuper.
Reiji Sakamaki (逆巻 レイジ, Sakamaki Reiji)
Voix japonaise : Katsuyuki Konishi
Reiji est le deuxième frère Sakamaki et le second fils de Béatrix. Il est très formel et est souvent le plus calme avec Shu. Bien que Shu soit son seul frère, il le méprise pour être le fils préféré de leur mère, depuis qu'il a été négligé par celle-ci en raison des manigances de Cordelia. Il a finalement pu se venger en mettant le feu au village de Edgar (ami de son frère) lorsque Shu a refusé d'écouter leur mère. Comme la mort de Edgar n'a pas surpris sa mère et a rendu Shu renfermé, Reiji décide d'engager un chasseur de vampires pour tuer Béatrice. Il a regretté plus tard que sa mère eut une mort douce. Cependant, il fut libéré des complots de Cordelia et a pu assister à la mort de cette dernière, grâce au coup de maître de son fils, Ayato. Reiji valorise les règles et exige que les autres les suivent, même si plusieurs de ses décisions ne sont pas admises de ses frères. Reiji choisit d'être le modèle de la maison, même s'il est le deuxième fils. Bien que Reiji a une attitude très polie et agit comme un gentleman, il est capable de se montrer cruel dans ses paroles. Son passe-temps est d'expérimenter des potions dans son laboratoire.
Ayato Sakamaki (逆巻 アヤト, Sakamaki Ayato)
Voix japonaise : Hikaru Midorikawa
Ayato est le troisième frère Sakamaki et l’aîné des triplets. Il est le premier fils de Cordelia. Enfant, il a subi une pression malsaine de sa mère pour être le meilleur, tout comme Shu l'était. Contrairement à Shu, il n'a jamais reçu d'amour de sa mère. Il a été battu et maltraité par Cordelia, à tel point qu'un jour, elle a tenté de le noyer car il n'était pas assez bon. Par conséquent, il a grandi en ayant toujours comme objectif d'être le meilleur, cela l'a rendu égoïste et trop confiant. Il se réfère à lui-même la plupart du temps comme "Ore- sama". Comme il n'a jamais reçu d'amour de sa mère, il est incapable d'aimer à son tour et demeure froid lorsque Yui arrive dans le manoir. Avec le temps, Ayato s'est assagi et commence à prendre soin de Yui. Il est le premier des frères Sakamaki à apparaître au début du premier épisode de l'anime, ainsi que le premier à boire le sang de Yui.
Kanato Sakamaki (逆巻 カナト, Sakamaki Kanato)
Voix japonaise : Yūki Kaji
Kanato est le quatrième frère Sakamaki, le deuxième fils de Cordelia ainsi que le second des triplets. Il est souvent désigné comme le "triplet à problème". Enfant, il a reçu peu d'attention de sa mère. En raison d'être négligé par sa mère, il est devenu solitaire et a commencé à s'inventer des amis imaginaires tels que des poupées. Son meilleur ami (imaginaire) est son précieux Teddy, un ours en peluche qu'il traîne partout. Cependant il y a eu des occasions où sa mère se montrait gentille en lui demandant de chanter pour elle, à cause de sa belle voix. Elle le surnommait "mon canari". Kanato a tendance à pleurer souvent et devient colérique quand il n'a pas ce qu'il veut. En dépit de ça, il est très attaché à Yui. Il parle poliment, mais est extrêmement sadique et n'hésite pas à s'énerver violemment contre Yui. Après que lui et ses frères ont assassiné leur mère, il a brûlé son corps et a placé les cendres dans son Teddy.
Laito Sakamaki (逆巻 ライト, Sakamaki Raito)
Voix japonaise : Daisuke Hirakawa
Laito est le cinquième frère Sakamaki et le plus jeune des triplets. Il est le troisième fils de Cordelia. Il avait des relations sexuelles avec sa mère et la considère comme une amante plutôt qu'une mère. Lorsque Karl Heinz, son père, a découvert leur relation malsaine, il l'a enfermé dans le sous-sol. Plus tard Cordelia lui avoue que leur relation n'était qu'une partie d'amusement et qu'elle s'était trouvé un nouvel amant. Ainsi, Laito fut traumatisé et perverti: il ne sait donc pas quel est le vrai sens de l'amour. Il est toujours de bonne humeur et aime plaisanter, mais il aime taquiner Yui tout comme Ayato le fait. Cependant, sa personnalité change brusquement lorsque quelque chose lui déplaît, souvent quand Yui lui résiste trop.
Subaru Sakamaki (逆巻 スバル, Sakamaki Subaru)
Voix japonaise : Takashi Kondō
Subaru est le sixième et le plus jeune des frères Sakamaki. Il est le seul fils de Christa. Il est généralement seul et ne se soucie pas de ce qu'il se passe autour de lui. Cependant, il se montre facilement en colère et a recours à la violence. Il est capable de tout casser sous l'énervement. Il parvient à rester calme lorsque Yui est près de lui, surtout quand elle est sujette à des crises. Il possède un côté tsundere que seul Yui peut voir. Il aime être rebelle et contredire ses frères.

### Famille Mukami
Les frères Mukami sont de nouveaux personnages qui apparaissent pour la première fois dans la deuxième édition : Diabolik Lovers: More, Blood. Contrairement aux frères Sakamaki, ils n'ont aucun lien fraternel. Ils étaient à l'origine des humains mais ont été transformés en vampires par Karl Heinz, devenu leur bienfaiteur. Dans l'anime, on les découvre pour la première fois dans l'OAV. Ils feront partie des nouveaux personnages dans la deuxième saison de l'anime.
Ruki Mukami (無神 ルキ, Mukami Ruki)
Voix japonaise : Takahiro Sakurai
Ruki est le fils aîné de la famille Mukami et est connu comme le « cerveau » du groupe. Quand il était encore un être humain, Ruki était le fils d'un aristocrate. Enfant, il était gâté et arrogant, mais sa famille a fait faillite. Il est devenu orphelin après que son père se soit suicidé et que sa mère se soit enfuie avec un amant secret. Ruki est alors devenu méfiant envers les autres. À l'orphelinat, il a été maltraité par les autres orphelins et le personnel car il venait d'une famille aristocrate. Peu de temps après, il a rencontré ses frères : Kou, Yuma et Azusa. Ruki a élaboré un plan pour s'échapper de l'orphelinat avec ses frères, mais cela n'a pas fonctionné. Le personnel de l'orphelinat les a alors punis en leur faisant une marque sur le dos, comme sur du bétail. Alors qu'il était dans un très mauvais état, il a rencontré le père de la famille Sakamaki, Karl Heinz, qui lui a offert une autre chance de vivre, mais sous la forme d'un vampire. Ruki a immédiatement accepté, voyant cela comme une opportunité de se venger de ceux qui ont abusé de lui. Ruki est le chef des Mukami : c'est un manipulateur qui aime avoir tout sous contrôle. Il a un côté kuudere avec Yui (il se montre impassible au début, mais devient doux par la suite). Il a souvent un livre sur lui, souvenir de son père. Dans l'OAV de Diabolik Lovers, il est le premier des Mukami à boire le sang de Yui. Il est le rival de Ayato et aime le provoquer en s'approchant de Yui.
Kou Mukami (無神 コウ, Mukami Kou)
Voix japonaise : Ryōhei Kimura
Kou est le deuxième fils de la famille Mukami. Quand il était encore un être humain, Kou était un orphelin qui a été abandonné dans une bouche d'égout. Il ne connaît pas ses parents biologiques. Son seul désir, enfant, était alors de voir le vaste ciel bleu. Il a finalement atterri dans un orphelinat et est devenu un jouet pour les aristocrates en raison de sa beauté. Il a été maltraité tous les jours, mais se forçait de rester silencieux quant à sa souffrance. Kou a ainsi perdu son œil droit et depuis ses blessures n'ont jamais totalement guéri : il a fini par avoir des cicatrices sur tout le corps. En conséquence, Kou a grandi en croyant que le monde se résumait à "soit tu prends, soit tu donnes". Il a rencontré ses frères par la suite - Ruki, Yuma et Azusa - et a tenté de s'échapper de l'orphelinat avec eux, mais finalement ils ont été battus par le personnel de l'orphelinat. Il a rencontré Karl Heinz alors qu'il était mourant. Ce dernier lui a offert une autre chance de vivre, sous forme de vampire. Kou a accepté l'offre afin de voir le ciel bleu à nouveau. Après avoir été transformé en vampire, il a reçu une prothèse oculaire magique qui lui permet de voir dans le cœur des gens. Il a également un côté haraguro qui ne se produit que lorsque quelque chose le contrarie ou si on ne lui donne rien en retour. En plus de cela, il est une idole dans le monde des humains, ce qui lui donne l'avantage d'utiliser sa beauté afin de tromper ses fans et les autres. Il est le rival de Subaru et aime le provoquer quand il est près de Yui.
Yuma Mukami (無神 ユーマ, Mukami Yuuma)
Voix japonaise : Tatsuhisa Suzuki
Yuma est le troisième fils de la famille Mukami et est le plus grand de ses frères. Il semble que Yuma soit effectivement Edgar, seul ami humain de Shu, alors que ce dernier pensait qu'il avait péri dans un incendie. Yuma (Edgar) a effectivement survécu à l'incendie dans des circonstances inconnues, mais a perdu tout souvenir de son passé et de qui il était, il est devenu amnésique. Il a ensuite rejoint un gang de rue et se faisait appeler « Bear ». Afin de survivre dans la rue, il a dû abandonner sa timidité et devenir violent, agressif, rebelle et dominant au fil du temps. Le reste de son gang a été tué lors d'un coup d'État et par chance, il était le seul survivant. Il a fini dans un orphelinat où il a rencontré ses frères Ruki, Kou et Azusa et a tenté de s'échapper avec eux, mais a été battu par le personnel de l'orphelinat car ils ont échoué. Il a rencontré Karl Heinz alors qu'il était mourant. Ce dernier lui a offert une autre chance de vivre, mais en tant que vampire. Il a accepté l'offre, voyant cela comme une chance de réaliser le rêve de son chef de gang : se débarrasser des aristocrates et construire un monde où il n'y a pas de classes sociales. Karl Heinz le rebaptise "Yuma" après l'avoir transformé en vampire. Quand Yuma se met en colère, il peut faire des ravages. Il est le premier personnage des Mukami à apparaître au début de l'OAV de Diabolik Lovers. Il est plutôt rebelle et a un côté tsundere avec Yui. Shu reconnaît Yuma comme Edgar, mais refuse d'y croire au début, pensant que cela vient de son imagination. Toutefois, Reiji se rend compte que Yuma est effectivement Edgar quelque temps après Shu.
Azusa Mukami (無神 アズサ, Mukami Azusa)
Voix japonaise : Daisuke Kishio
Azusa est le quatrième et le plus jeune fils de la famille Mukami. Quand il était encore un être humain, Azusa était un orphelin qui n'a pas eu connaissance de ses parents biologiques. Il a également mis en doute son existence et a cru que sa vie n'avait pas de sens, jusqu'à ce qu'il soit recueilli par trois enfants voleurs nommés Justin, Christina et Melissa, qui le battaient constamment pour n'importe quelle raison. Cependant, plus Azusa se faisait battre, plus il se sentait réellement vivant à cause de la douleur ressenti. Cela a continué jusqu'à ce que Justin, Christina et Melissa soient tués lors d'un vol chez un aristocrate. Azusa a commencé à se scarifier après leur mort : il a fait trois incisions sur son bras portant leur nom, pour les immortaliser. Il a ensuite fini dans un orphelinat et est alors devenu un punching-ball pour les autres orphelins jusqu'à ce qu'il rencontre ses frères : Ruki, Kou et Yuma. Lorsque Ruki conçut un plan pour échapper à l'orphelinat, Azusa a hésité jusqu'à ce que Ruki le raisonne. Finalement ils ont été battus à mort par le personnel de l'orphelinat. Karl Heinz est appar devant lui alors qu'il était en train de mourir et lui a offert une autre chance de vivre, sous forme de vampire. Azusa accepte afin de se sentir à nouveau vivant et oublier l'homme pitoyable qu'il était. Il est le seul des Mukami à être correct envers Yui. Il parle très lentement et a un côté Yandere. Il est le rival de Kanato et semble aimer le provoquer.

### Famille Tsukinami
Les frères Tsukinami sont des nouveaux personnages qui ont été introduits dans le quatrième jeu de la franchise. Ils sont les fondateurs de vampires qui tentent de capturer Yui pour dae raisons inconnues. Ils sont apparus pour la première fois dans l'OAV de Diabolik Lovers et ils seront également inclus dans la deuxième saison de l'anime.
Carla Tsukinami (月浪 カルラ, Tsukinami Karura)
Voix japonaise : Toshiyuki Morikawa
Le premier roi de sang. Il est aussi le frère aîné des fondateurs de vampires, possède à la fois de l'intelligence et de la raison. Cependant, il cache une violence sadique secrète. Dans sa longue durée de vie, il a un caractère paresseux et calme. Aux côtés de son frère cadet, Shin, Carla est l'un des deux derniers membres de la lignée des fondateurs. En tant que fondateur, il a la capacité de se transformer en loup, en serpent, en chauve-souris ou en aigle. Cependant, il n'a jamais utilisé ces formes, car il possède le plus haut niveau de magie ce qui le rend extrêmement puissant. Et s'il n'était pas malade de la Endzeit, il aurait été plus puissant que Karl Heinz.
Shin Tsukinami (月浪 シン, Tsukinami Shin)
Il est le petit frère de Carla. Il possède une grande fierté dû fait qu'il soit l'un des fondateurs, il regarde les vampires des autres lignées vers le bas. Il prononce souvent des remarques narcissiques. Ordinairement ses paroles sont polis, mais quand il perd son sang-froid ses discours deviennent violents et contiennent souvent des mots blessants ou insensibles. Aux côtés de son frère aîné Carla, Shin est l'un des deux derniers membres de la lignée des fondateurs. Il a la capacité de se transformer en un loup, serpent, chauve-souris et un aigle. Cependant, il préfère utiliser sa forme de loup. Il a une grande force, de la vitesse, et des capacités de régénération. Il est ainsi capable de manier une épée.

#### Entourage des Sakamaki et de Yui
Karl Heinz (カールハインツ, Kaaruhaintsu), Tougo Sakamaki (逆巻 透吾, Sakamaki Tougo)
Voix japonaise : Masataka Sawada
Karl Heinz est le père des frères Sakamaki, ainsi que le bienfaiteur des frères Mukami. Il a été marié successivement à Cordelia, Beatrix et Christa. Dans le monde des humains, il est un politicien célèbre connu sous le nom de Tougo Sakamaki (dans l'anime uniquement). Dans Diabolik Lovers: More Blood, il devient médecin scolaire sous le nom de "Rain Heart", afin de garder un œil sur ses fils et les Mukami. Il observe avec attention le déroulement de son projet: "Adam & Eve" (saison 2 seulement), sachant que le premier projet était la "Vierge sacrificielle" (saison 1).
Rihita (リヒター, Rihitaa)
Voix japonaise : Jun Konno
Rihita est le frère cadet de Karl Heinz et l'oncle des six frères Sakamaki. Cordelia a commencé à avoir une liaison avec lui. Cela n'a pas plu à Karl Heinz, ainsi ils ont organisé un combat entre frères pour savoir qui était digne d'être avec Cordelia. Le gagnant fut Karl Heinz. Dans l'anime, lorsque Cordelia meurt (après que Laito la pousse d'un balcon et que Kanato mette feu à son corps), Rihita récupère son cœur et le transplante dans Yui lorsque celle-ci n'était encore qu'une enfant. Il revient des années plus tard au manoir lorsque Yui atteint l'âge pour être sacrifiée et assiste secrètement à son "éveil" (que l'âme de Yui disparaisse laissant place à l'âme de Cordelia). Il est révélé plus tard que Rihita n'a jamais aimé Cordelia, et qu'il l'a utilisée pour devenir chef de la famille Sakamaki. Lorsque l'éveil commence vraiment, il essaie de ressusciter Cordelia dans le corps de Yui, mais échoue en étant poignardé par Ayato et est finalement tué par Raito à la fin de l'anime.
Seiji Komori (小森 セイジ, Komori Seiji)
Seiji est prêtre et le père de Yui. Il est à la tête de sa propre église. On ne sait pas grand chose sur lui mais au début de la série, il est parti soudainement à l'étranger pour son travail et confie Yui à la famille Sakamaki. Dans l'anime, Yui découvre qu'il n'est pas son vrai père après la découverte d'un journal intime. Il est révélé plus tard que Seiji est un chasseur de vampires que Reiji a engagé pour assassiner sa mère, Beatrix.
Cordelia (コーデリア, Kooderia)
Voix japonaise : Akane Tomonaga
Cordelia était la fille d'un seigneur démon et est la première femme de Karl Heinz, ainsi que la mère des triplets: Ayato, Kanato et Raito. Avant le début de la série, elle a été tuée par ses fils, mais Rihita (le frère de Karl Heinz, son amant) a retiré son cœur et l'a transplanté dans le corps de Yui afin de ressusciter Cordelia. Cordelia méprise et déteste la seconde épouse de Karl Heinz, Beatrix, car elle a été la première à donner naissance à un enfant pour Karl. Elle a essayé de rendre ses fils meilleurs par rapport à ceux de Beatrix, en poussant particulièrement son fils le plus âgé, Ayato mais en ne donnant aucun amour. Dans l'anime, lorsque l'éveil se produit, Cordelia prend possession du corps de Yui et tente d'évincer les frères Sakamaki avec l'aide de Rihita mais ce dernier lui révèle qu'il ne l'a jamais aimée. Dans le dernier épisode de l'anime, Cordelia est finalement tuée et retirée définitivement du corps de Yui.
Beatrix (ベアトリクス, Beatorikusu)
Voix japonaise : Mana Hirata
Beatrix est la seconde épouse de Karl Heinz et la mère de Shu et Reiji. On ne sait pas grand chose à propos de son mariage avec Karl Heinz, mais même si elle était la seconde épouse, elle a donné naissance aux premiers enfants de la famille avant Cordelia: Shu et Reiji. Cordelia la méprisait à cause de cela et la tourmentait constamment. Beatrix a ainsi concentré toute son attention sur son premier-né, Shu, afin qu'il devienne l'héritier de Karl Heinz, tout en négligeant involontairement son deuxième fils, Reiji. En réalité, Beatrix aimait vraiment ses deux fils mais elle exprimait ses sentiments maladroitement. Elle a ensuite été tuée par un chasseur de vampires (révélé plus tard qu'il s'agissait du père de Yui, Seiji Komori) que Reiji a engagé pour se venger de l'amour qu'il n'a jamais reçu, mais Beatrix est morte en paix, heureuse d'être libérée des complots de Cordelia et de ses regrets quant à la façon d'avoir élevé ses fils.
Christa (クリスタ, Kurisuta)
Voix japonaise : Yuki Tashiro
Christa est la troisième épouse de Karl Heinz et la mère de Subaru. Avant de rencontrer Karl Heinz, elle était connue comme la "Rose blanche" par tous les vampires à cause de sa beauté et de sa gentillesse. Karl Heinz est tombé amoureux d'elle et l'a contrainte de se marier avec lui. Ce dernier l'a violée, conduisant à la naissance de Subaru. Christa est devenue alors instable et perdue, provoquant ainsi un sentiment de culpabilité pour Subaru qui croit qu'il est un enfant non désiré. Sa mère ne supportant plus sa vie, a fait pression sur lui pour qu'il la tue de ses propres mains, avec un couteau en argent (arme anti-vampires).

## Jeux vidéo
Le premier jeu vidéo de la série est Diabolik Lovers: Haunted Dark Bridal, sorti pour PlayStation Portable en octobre 2012. La suite du premier opus s'intitule Diabolik Lovers: More Blood disponible uniquement sur la même plateforme, PSP et sorti en octobre 2013. Une série spéciale pour PlayStation Vita, Limited V Editions, reprenant les 2 premiers jeux vidéo sort respectivement en 2013 et 2015.
Les quatrième et cinquième éditions sortent en décembre 2014 et février 2015, respectivement Diabolik Lovers: Vandead Carnival et Diabolik Lovers: Dark Fate. Ils sont disponibles sur PlayStation Vita et PlayStation TV. Le sixième jeu est sorti en février 2017, et se nomme Diabolik Lovers: Lost Eden.

## Anime
Lors de l'événement Otomate Partie 2013, il a été annoncé qu'une adaptation en anime serait dirigée par Atsushi Matsumoto et produite par le studio Zexcs,. L'anime se nomme Diabolik Lovers et contient 12 épisodes ainsi qu'un épisode récapitulatif, épisode n°6.5.
La série est diffusée sur la chaîne japonaise consacrée aux animes AT-X et en streaming en ligne sur Niconico entre le 16 septembre et 9 décembre 2013,. Crunchyroll a également repris l'adaptation pour d'autres pays comme les États-Unis, le Canada ou la France. L'opening de l'anime est Mr.SADISTIC NIGHT chanté par Hikaru Midorikawa et Kōsuke Toriumi. L'ending se nomme Nightmare, de Yuki Hayashi. Un épisode de OAD a été regroupé avec le jeu Diabolik Lovers: Dark Fate sorti le 28 février 2015.
Une deuxième saison nommée Diabolik Lovers More, Blood est diffusée au Japon entre septembre et décembre 2015.